# Haplochromis turkanae
Haplochromis turkanae är en fiskart som beskrevs av Greenwood, 1974. Haplochromis turkanae ingår i släktet Haplochromis och familjen Cichlidae. IUCN kategoriserar arten globalt som livskraftig. Inga underarter finns listade i Catalogue of Life.